# Терористичний акт у Єрусалимі 14 липня 2017
Терористи́чний акт у Єрусали́мі 14 липня 2017 — терористична атака, що сталася у п'ятницю 14 липня 2017 року в місті Східному Єрусалимі поруч із Храмовою горою, в результаті якої було вбито двох та поранено одного поліцейського.

## Перебіг подій
Троє невідомих нападників вранці 14 липня 2017 року несподівано почали стріляти біля Левових воріт Старого міста, після чого спробували втекти й сховатися в одній із мечетей на Храмовій горі. Правоохоронці знайшли нападників і вогнем у відповідь їх застрелили.
За даними місцевих ЗМІ, у зловмисників знайшли два автомати «Карл Густав» і пістолет. Інформація про особи нападників наразі не розголошується.

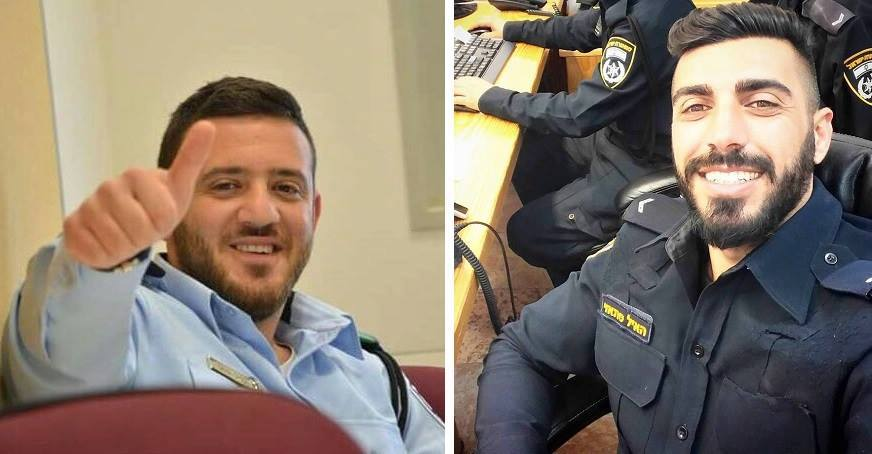
Загиблі поліцейські

## Наслідки
Поранених поліцейських та прикордонника госпіталізували в лікарню «Адаса Ар а-цофім». Проте двоє з них опівдні 14 липня 2017 р. померли.

### Загиблі
- прапорщик Хаіль Сатауі (30), житель друзького села Мджар,
- прапорщик Каміль Шана (22) з друзького села Хорпіш. Обидва поліцейських служили в патрульному підрозділі МАГАВ на Храмовій горі.

Після нападу вхід на Храмову гору було закрито, а всіх відвідувачів — евакуйовано.

## Передісторія
Храмова гора — священне місце для юдеїв і мусульман. Вона знаходиться в Східному Єрусалимі, щодо приналежності якого Палестина та Ізраїль не можуть дійти згоди. Палестинці вважають Східний Єрусалим столицею своєї держави в майбутньому, а ізраїльська сторона наполягає на тому, що все місто є єдиною і неподільною столицею Ізраїлю.
Від кінця 2015 року в Ізраїлі від нападів палестинців і ізраїльських арабів загинули 42 ізраїльтяни та було вбито більше 240 палестинців.

## Організатори теракту
Після 11:30 14 липня 2017 року була дозволена до публікації інформація про те, що збройний напад на Храмовій горі скоїли троє жителів ізраїльського арабського міста Умм ель-Фахм. Що цікаво, всі троє, по документам, носили одне ім'я — Мухаммад Джабарін. Їм було 30, 20 і 19 років. Повні імена терористів: Мухаммад Ахмад Мухаммад Джабарін, Мухаммад Хамад Абд аль-Латіф Джабарін і Мухаммад Ахмад Мафаль Джабарін.
Двоє з них за день до теракту 13 липня 2017 р. опублікували своє «Селфі» в соціальній мережі Facebook з підписом: «Посмішка. Завтра буде краще». Ця фотографія також опублікована сайтом «Палестинський інформаційний центр», що належить терористичної організації ХАМАС.
ХАМАС не бере на себе відповідальність за цей теракт, стверджуючи, що троє нападників були активістами північного крила «Ісламського руху» і мстилися євреям за «осквернення мечеті Аль-Акса».
Сили безпеки Ізраїлю 16 липня 2017 року вбили 34-річного підозрюваного палестинця, який перебував у розшуку у зв'язку зі стріляниною, на підконтрольному Ізраїлю Західному березі річки Йордон.